# 圓形角菊珊瑚
圓形角菊珊瑚（学名：Favia rotundata）为菊珊瑚科菊珊瑚屬下的一个种。